# Milford (Pensylwania)
Milford – miejscowość (borough), ośrodek administracyjny hrabstwa Pike, na wschodnim skraju stanu Pensylwania, w Stanach Zjednoczonych, położona nad rzeką Delaware. W 2020 roku miejscowość liczyła 1103 mieszkańców. 
Milford założone zostało w 1874 roku, choć początki osady sięgają 1796 roku.
Na północ od Milford przebiega autostrada międzystanowa nr 84.